# Digonocryptus denticulatus
Digonocryptus denticulatus là một loài tò vò trong họ Ichneumonidae.